# Глодяніс Пятрас Петрович
Пятрас Петрович Глодяніс (лит. Petras Glodenis; нар. 19 лютого 1943) — литовський радянський футболіст, нападник.

## Життєпис
У командах майстрів дебютував 1962 року в складі клубу «Жальгіріса». У дебютному сезоні зіграв 11 матчів у вищій лізі та відзначився голом у ворота ленінградського «Зеніту», але за підсумками сезону вилетів з командою в першу лігу, де провів наступні чотири сезони.
У 1967 році перейшов у донецький «Шахтар», в складі якого провів ще два сезони у вищій лізі, а потім на один рік повернувся в «Жальгіріс». У 1971-1972 роках виступав за клуб другої ліги «Металург» (Жданов), де провів 88 матчів та відзначився 6 голами. У 1973 році знову повернувся в «Жальгіріс», який той час також виступав у другій лізі. Завершив кар'єру в 1974 році.
Двічі визнавався найкращим футболістом Литви в 1965 і 1973 роках. У 2018 році увійшов до символічної збірної сторіччя литовського футболу.